# Cop d'estat a Lituània de 1926

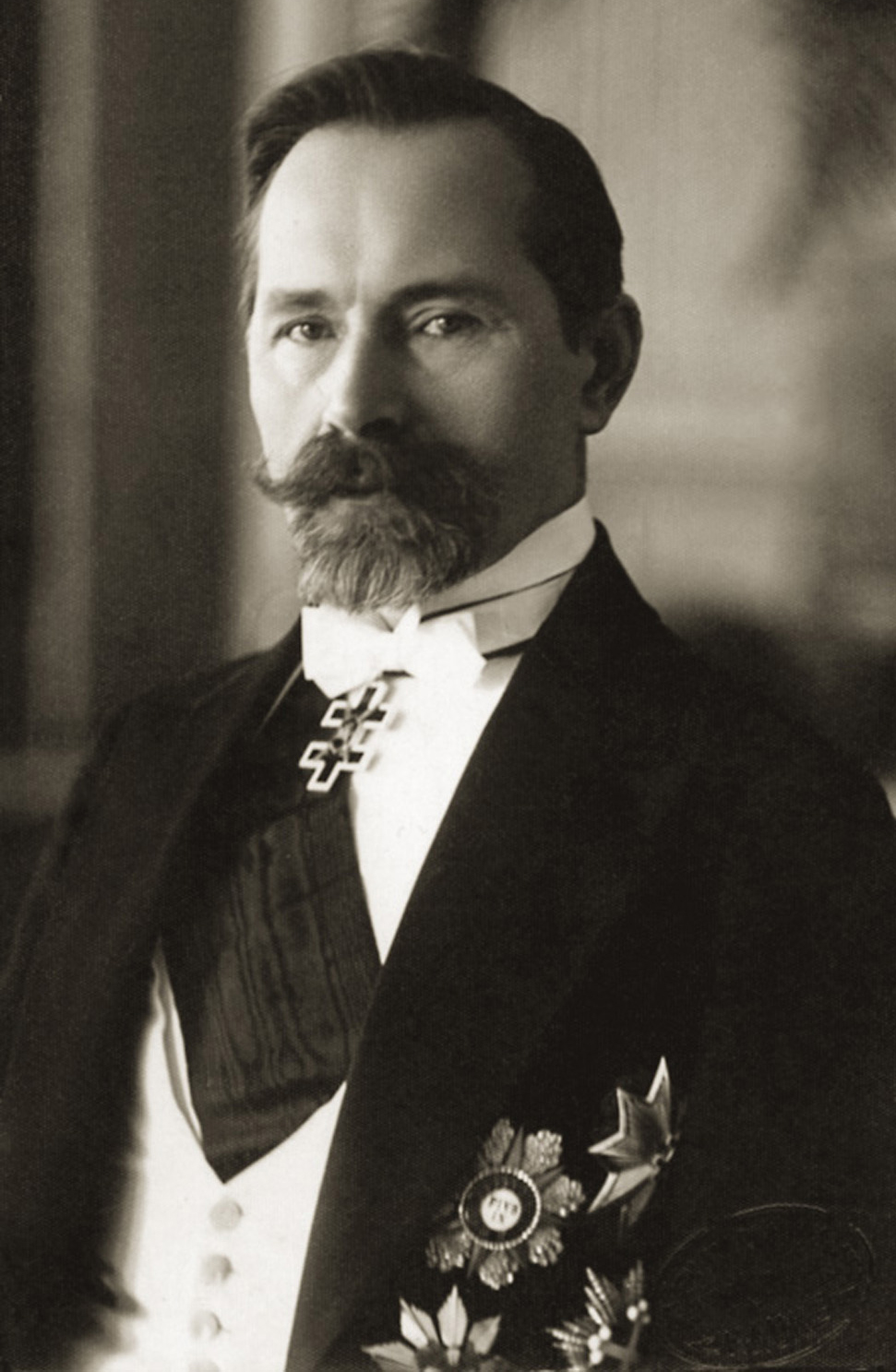
Antanas Smetona i el seu partit van ser els principals beneficiaris del cop.

El cop d'estat de Lituània de 1926 (lituà: 1926-ųjų perversmas) va ser un cop d'estat militar ocorregut en Lituània que va donar lloc a la substitució del govern democràticament electe per un govern conservador i autoritari presidit per Antanas Smetona. El cop va tenir lloc el 17 de desembre de 1926 i va ser organitzat en gran manera per l'exèrcit; el paper de Smetona segueix sent objecte de debat. El cop d'estat va portar al poder a la Unió Nacional Lituana, llavors el partit més conservador. Abans de 1926, havia estat un partit nacionalista bastant nou i insignificant: aquell mateix any, el seu nombre de membres era proper a 2.000 i només havia guanyat tres escons en les eleccions parlamentàries. Els Demòcrates Cristians Lituans, el partit més gran en el Seimas en el moment, va col·laborar amb els militars i els va proporcionar legitimitat constitucional, però no va acceptar cap lloc important al nou govern i es va retirar al maig de 1927. Després del lliurament militar del poder al govern civil, el primer va deixar d'exercir un paper directe en la vida política. Smetona i el seu partit van romandre en el poder fins a 1940, quan Lituània va ser ocupada per la Unió Soviètica.

## Antecedents
Lituània va ser incorporada a l'Imperi Rus el 1795, per les Particions de Polònia. Va ser ocupada per Alemanya en la Primera Guerra Mundial, i es va declarar independent el 16 de febrer de 1918. Els següents dos anys van estar marcats per la turbulència de les guerres d'independència lituanes, la qual cosa va retardar el reconeixement internacional i l'establiment de les institucions polítiques. El recentment format exèrcit va haver de lluitar contra els bolxevics, l'Exèrcit Voluntari Rus de l'Oest i Polònia. A l'octubre de 1920, Polònia es va annexionar Vílnius, la capital històrica i actual de Lituània, i les zones circumdants; aquesta polèmica acció seria la font de tensió permanent entre les dues potències durant el període d'entreguerres. La segona ciutat més gran lituana, Kaunas, va ser per això designada la capital provisional de l'Estat.
L'Assemblea Constituent de Lituània, triada a l'abril de 1920, va adoptar una constitució a l'agost de 1922; les eleccions al Primer Seimas van tenir lloc a l'octubre de 1922. La més controvertida qüestió constitucional va ser el paper de la presidència. Finalment, els poders governamentals es van inclinar fortament en favor del parlament unicameral (Seimas). Els membres del Seimas eren triats pel poble per a un mandat de tres anys. Cada nou Seimas triaria directament al president, que era autoritzat per nomenar un primer ministre, que era encarregat de confirmar el gabinet de ministres. El període presidencial es va limitar a no més de dos mandats de tres anys consecutius. El sistema parlamentari va resultar ser inestable: es van formar onze gabinets entre novembre de 1918 i desembre de 1926
Els principals actors polítics durant el cop d'estat havien participat en el moviment d'independència i en els primers anys de la República. Antanas Smetona va ser el primer president de Lituània, entre el 19 d'abril i juny de 1920; després es va retirar de la vida política formal, encara que va publicar crítiques polítiques, la qual cosa el va portar a passar un breu temps a la presó el 1923. Augustinas Voldemaras va representar a Lituània en el Tractat de Brest-Litovsk de 1918 i després va servir com a primer ministre, ministre de Defensa i ministre d'Afers exteriors. Va renunciar al seu càrrec en 1920, encara que va continuar escrivint i publicant crítiques polítiques, motiu pel qual va anar també empresonat per una curta etapa. Kazys Grinius va ocupar un lloc en la comissió de repatriació posterior a la Primera Guerra Mundial, en el Primer i Segon Seimas, i a més va ser cap del 6è Gabinet de Ministres. Mykolas Sleževičius va ser primer ministre entre 1918 i 1919, va supervisar l'organització de les forces armades lituanes en 1920 i va ser membre del Segon Seimas de 1922 a 1926.